# Vallaleden

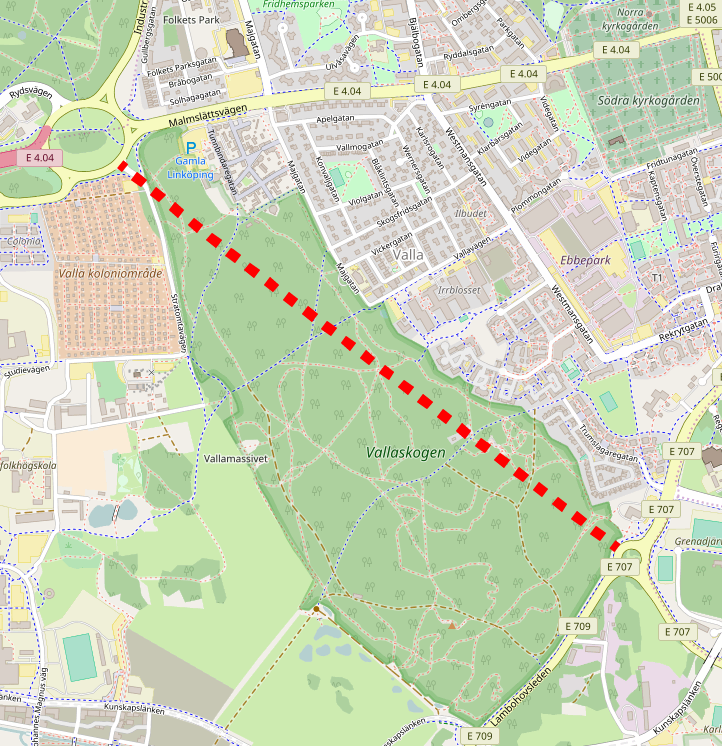
Karta över den tänkta sträckningen för Vallaleden, om den hade byggts.

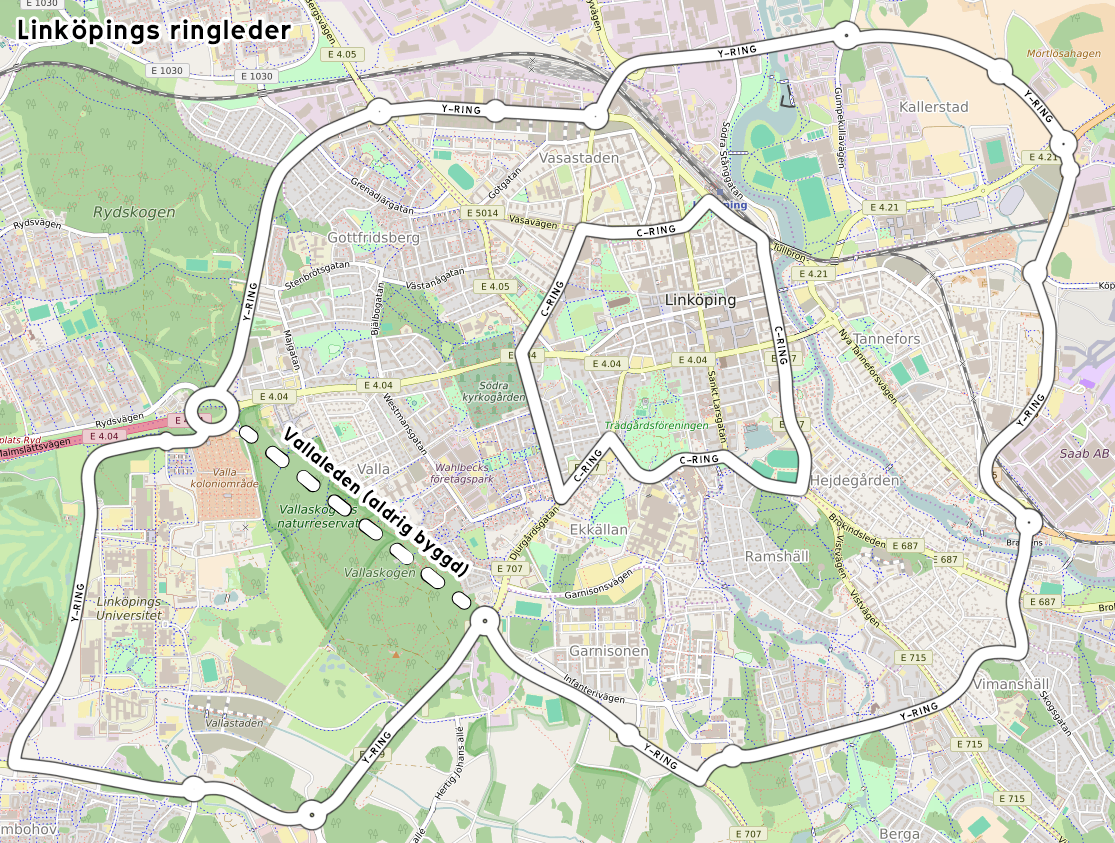
Karta över Linköpings ringleder

Vallaleden var en planerad genomfartsled och del av Linköpings ringled fram till 1989, då en kommunal folkomröstning hölls. Cirka tre fjärdedelar av de röstande var negativa till ett byggande av leden, vilket ledde till att planerna aldrig genomfördes.

## Bakgrund
Redan på 1950-talet framkom idén om att bygga en ringled kring Linköping, i syfte att underlätta för motortrafiken. En del av denna tänkta ringled var Vallaleden, en 1,5 km lång bilväg genom den centralt belägna Vallaskogen - ett sedan länge populärt rekreationsområde. Första gången leden förekom i generalplanen var 1968, och 1978 röstade Socialdemokraterna tillsammans med Folkpartiet igenom en detaljplan för byggandet av leden.

## Motstånd
Redan i början av 70-talet var torgmöten mot Vallaleden en vanlig syn, liksom stora demonstrationer. När kommunen 1978 skulle riva upp sitt beslut från 1977 att inte bygga leden, blev det också omfattande protester.
När man 1984 började förberedelsearbeta med att gallra bland träden i Vallaskogen fick man genast gensvar av ett antal Vallaledsmotståndare, som i protest hindrade avverkningen. Man gav upp, men återupptog ett kvartal senare gallringen där man slutat förra gången. Detta resulterade i ännu en blockad. Motståndarna var betydligt ihärdigare denna gång, och tältade även i skogen för att hindra arbetet. Man hade även under årens gång lyckats samla in protestlistor med mellan 10 000 och 17 000 namn varje gång.
En kommunal folkomröstning hölls 1989, där 74 % röstade mot bygget, och med det fick planerna läggas ned. Trots att det gällde en till synes så lokal fråga så deltog hela 49 % av samtliga röstberättigade i hela kommunen. Aktivisternas spridning på åldrar och samhällsklasser var också påfallande. Sedan dess har i princip allt aktivt motstånd upphört och det har även varit tyst från kommunens sida.

## Vallaleden idag
Trots eventuella samhälls- och tidsvinster och den ökande biltrafiken så är motståndet till en led genom Vallaskogen fortfarande stort. Inga nya planer har antagits, men ett alternativ som diskuterades redan inför folkomröstningen är att lägga Vallaleden i en tunnel, och på så sätt beskona grönområdet från biltrafik. Kostnaden för detta alternativ är dock mycket högre än de 2,1 miljoner kronor (i 1980 års penningvärde) som marknivåalternativet beräknades kosta. Vallaskogen har sedan 1989 blivit naturreservat. Först ingick endast den norra delen i reservatet, men senare har också kvarvarande delar infogats. Yttre ringleden mellan Valla- och Garnisonsrondellerna följer Universitetsvägen och Lambohovsleden, som motståndarna förordade. I översiktsplanen från 2010 kommer också vägen att kortas halvannan kilometer för bilister västerifrån, de som skulle ha haft störst nytta av Vallaleden.